# الحسن عبيابة
الحسن عبيابة أكاديمي مغربي وعضو المكتب السياسي للاتحاد الدستوري، شغل منصب وزير الثقافة والشباب والرياضة ووظيفة الناطق الرسمي باسم حكومة سعد الدين العثماني الثانية من 9 أكتوبر 2019 إلى 7 أبريل 2020، حيث تم إعفائه من مهامه الوزارية، بسبب الأخطاء الجسيمة التي راكمها منذ استوزاره في التعديل الحكومي.

## مسيرته
وُلد حسن عبيابة في رأس العين الشاوية بنواحي مدينة سطات. راكم خلال مساره المهني العديد من التجارب والخبرات، حيث عمل أستاذا للتعليم العالي بجامعة الحسن الثاني بالدار البيضاء، كما شغل منصب مدير عام للمدرسة السعودية بالرباط التابعة لوزارة التعليم بالسعودية، إضافة إلى كونه انتُخِبَ بالإجماع في 15 أبريل 2018 رئيسا للاتحاد الليبرالي العربي بالأردن.
وعلى المستوى الأكاديمي، حصل عبيابة على درجة دكتوراه الدولة في الدراسات الجيوسياسية، ودكتوراه وطنية في تدبير الموارد البشرية من جامعة محمد الخامس بالرباط سنة 2010، علما أنه حصل على الإجازة في الجغرافية ودرجة الماجيستير في تخصص الجغرافية الاقتصادية سنة 1987.
وشغل حسن عبيابة العديد من المراكز؛ من بينها نائب رئيس المرصد الوطني لحقوق الناخب، عضو اللجنة الدولية للدراسات التابعة للعديد من مراكز البحث والدراسات، رئيس المنتدى الليبرالي للدراسات والأبحاث، وعضو اللجنة الوطنية للحوار حول المجتمع المدني التي كانت تحت إشراف الوزارة المكلفة بالبرلمان والمجتمع المدني. 